# 2017年日本賽馬
2017年日本賽馬（日語：2017年の日本競馬），是2017年（平成29年）日本賽馬界發生的重大事件及各項賽事的記錄。

## 重大事件概要

### 中央競馬

#### 騎師服用禁藥
本年度出道的新人騎師木幡育也於9月10日實行的藥物檢查中被發現體內含有利尿劑呋塞米，日本中央競馬會隨即根據《競馬施行規程》第10章第147條20項判罰其停賽30日。
而根據調查報告，木幡承認自身於5月骨折後曾拿取母親的常用藥復用，但當時不清楚藥品成份。

#### 馬匹被驗出管制藥物
上年度於東京大賞典冠軍「天照肯州」於賽後的尿液樣本中被驗出含有消炎止痛劑地塞米松。雖然本藥物非用以提升馬匹能力的禁藥，但日本中央競馬會因保障安全而禁止賽駒復用此藥物後出賽。1月23日經裁定委員會討論後，確定「天照肯州」名次有效，但練馬師山內研二因疏忽管理被罰款30萬日圓。
以於10月6日，原定10月8日原定出戰東京競馬場第8場賽事的「Losange」被檢查出體內含有用以治療肌肉疼痛的氟尼辛，調查後發現為於10月4日時復用。由於復用時間及出賽時間過於接近，日本中央競馬會決定以保障安全為由排除其於出賽名單外。

#### 分級賽主要變更
產經大阪盃升格為一級賽並更名為大阪盃，希望錦標升格為一級賽。綠松石錦標獲評為三級賽。挑戰盃賽事距離更改為草地2000米並更改負磅。中日新聞杯參賽資格由4歲及以上更改為3歲及以上。金鯱賞改於3月上旬舉行並成為大阪盃前哨戰，中山紀念成為大阪盃前哨戰。

### 地方競馬

#### 違禁用藥繼續出現
地方競馬連續第5年出現違禁用藥情況，（詳情參見2013年日本賽馬#違禁用藥接連發生、2014年日本賽馬#違禁用藥仍然存在、2015年日本賽馬#禁藥風波繼續燃燒及2016年日本賽馬#禁藥風波連續4年發生），本年度於帶廣競馬場及大井競馬場均有賽駒被驗出禁藥。
9月16日一匹於帶廣競馬場第6場賽事出賽的賽駒賽後樣本中被發現支氣管擴張劑茶鹼，最終被取消資格，同時練馬師岡田定一亦被停薪40日。而月11月大井競馬場作出的賽駒中亦被檢出禁藥普魯卡因，處理手法和以上事件類近。

## 時間表

### 1月-3月
- 1月3日 - 騎師的場文男策騎「獅子座」勝出報知全明星盃，以60歲3個月27日之齡刷新由自身保持的地方分級賽最年長優勝騎師記錄。
- 1月4日 - 2015年阪神兩歲牝馬錦標及上年度NHK一哩賽冠軍「Major Emblem」、兩勝三級賽的「馬田鎮」、2015年寶塚紀念及秋季天皇賞冠軍「朗日清天」、2015年女皇盃冠軍「Meisho Suzanna」及三勝分級賽的「Amour Briller」退役[1][1][2][3][4]。
- 1月7日 - 騎師吉田豐出戰中山競馬場第5場賽事，達成第15000場出賽，亦為第11位達成此數字的騎師[5]。
- 1月11日 - 2014年京都金盃冠軍「Extra End」及2010年日經電台賞冠軍退役「Aroma Cafe」退役[6][7]。
- 1月12日 - 兩勝分級賽的「Horai Akiko」及2015年香港盃及上年度伊斯巴翰錦標冠軍「榮進之光」退役[8][9]。
- 1月13日 - 2014年菊花賞冠軍「東寶狐狼」退役[10]。同日，日本中央競馬會因大雪取消京都競馬場及中京競馬場的晚間早盤投注。
- 1月14日 - 騎師池添謙一出戰京都競馬場第5場賽事，達成第11000場出賽，亦為第27位達成此數字的騎師[11]。同日，日本中央競馬會因大雪取消京都競馬場及中京競馬場的晚間早盤投注。
- 1月15日 - 中京競馬場及京都競馬場因大雪推遲賽事至1月17日舉行[12]。同日，「Hybrid Dance」勝出中山競馬場第7場賽事，「夏威夷王」子嗣達成第1500場頭馬，亦為第5匹達成此成就的種馬，更為最快的達成者[13]。另外，2015年女皇伊利沙伯二世盃及2016年寶塚紀念冠軍「勝之石」及六勝一級賽的「滿樂時」退役[14][15]。
- 1月16日 - 名古屋競馬場因積雪取消賽事。
- 1月18日 - 2014年武藏野錦標冠軍「Wide Bach」退役[16]。
- 1月19日 - 上年度小倉夏季跳欄錦標冠軍「Makio Bowler」退役[17]。同日，「Buchiko」出戰雅錦標時於閘內三度站立，賽後停賽30日並勒令進行出閘測試，但最終決定退役[18]。
- 1月20日 - 日本中央競馬會因降雪取消京都競馬場的晚間早盤投注。
- 1月22日 - 騎師秋山真一郎出戰中京競馬場第6場賽事，達成第11000場出賽，亦為第28位達成此數字的騎師[19]。同日，「Sing with Joy」出戰美國賽馬會錦標時候左上腕骨骨折，最終被處以安樂死[20]。
- 1月23日 - 場外投注所「Aiba中津標」因暴風雪暫停營業。
- 1月24日 - 2014年浦和紀念冠軍「Summit Stone」因韌帶斷裂退役。
- 1月28日 - 2014年日經賞亞軍及春季天皇賞季軍「北港勇駿」退役。
- 1月29日 - 2014年NHK一哩賽及上年度一哩冠軍賽冠軍「覓奇島」退役[21]。
- 1月31日 - 騎師折笠豐和掛鞭。
- 2月4日 - 「Salonika」勝出小妖精錦標，「大震撼」子嗣達成第1300場頭馬，亦為第8匹達成此成就的種馬，更為最快的達成者[22]。
- 2月10日 - 京都競馬場因大雪取消京都競馬場及小倉競馬場的早盤投注[23]。
- 2月11日 - 小倉競馬場因積雪將賽事推遲至2月13日舉行[24]。同日，日本中央競馬會因大雪取消京都競馬場的早盤發售。另外，三勝三級賽的「Trois Bonheur」退役[25]。
- 2月12日 - 騎師江田照男出戰東京競馬場第3場賽事，達成第15000場出賽，亦為第12位達成此數字的騎師[26]。
- 2月18日 - 日本中央競馬會因大雪取消京都競馬場的夜間早盤發售。
- 2月19日 - 2015年皇后盃冠軍「Cat Coin」退役[27]。
- 2月21日 - 2015年新潟大賞典冠軍「順理成章」退役。
- 2月23日 - 兩勝三級賽的「檀島沙槌」及兩勝分級賽的「Albiano」退役[28][29]。
- 2月26日 - 騎師和田龍二出戰阪神競馬場第12場賽事，達成第15000場出賽，亦為第13位達成此數字的騎師[30]。
- 2月28日 - 騎師武幸四郎、田中博康掛靴，將會成為練馬師。4位練馬師菅原泰夫、成島英春、長濱博之及坪憲章退休。
- 3月1日 - 上年度妖精錦標冠軍「B B Barrel」轉籍地方。
- 3月3日 - 2015年美國賽馬會盃冠軍「Courir Kaiser」退役，上年度櫻花賞冠軍「Jeweler」因左後腳骨折退役[31][32]。
- 3月4日 - 騎師北村宏司出戰中山競馬場第12場賽事，達成第13000場出賽，亦為第18位達成此數字的騎師。
- 3月6日 - 地方競馬全國協會聯同日本中央競馬會宣佈，2018年的日本育馬場盃系列賽將會於京都競馬場舉行，為2011年一哩冠軍南部盃因東日本大震災的影響移師東京競馬場舉辦後，中央競馬場再一次舉辦中央地方交流賽事。
- 3月7日 - 2012年中日新聞盃冠軍「醒目快駒」因左腳第一趾籽骨骨折而退役[33]。
- 3月8日 - 兩勝分級賽的「櫻花福音」轉籍地方[34]。同日，騎師赤岡修次出戰大井競馬場第4場賽事，達成第15000場地方出賽。另外，騎師的場文男策騎「獅子山」勝出Fujino Wave紀念，以60歲6個月1日刷新由自身保持的地方分級賽最年長優勝騎師記錄[35]。
- 3月10日 - 2012年小倉兩歲錦標冠軍「不朽名駒」退役。
- 3月11日 -「Great Pearl」勝出仁川錦標，「夏威夷王」子嗣達成第1521場頭馬，為日本種馬中排名第四[36]。同日，2013年京阪盃冠軍「地球音速」退役[37]。
- 3月15日 - 2014年優駿牝馬（日本橡樹大賽）「新紀錄」及上年度打吡公爵挑戰盃冠軍「Magic Time」退役[38][39]。
- 3月16日 - 練馬師飯田祐史宣佈，由其管理、三勝一級賽的「名將間風」將以阪神牝馬錦標作為退役戰。
- 3月18日 - 阪神競馬場第2場賽事進行途中時，對面直路的一部份欄杆被發現處於拆除的狀態，但經過判定後確認不會影響賽事進行。
- 3月19日 - 上年度海洋盃冠軍「Vita Allegria」退役[40]。
- 3月23日 - 2015年沙特阿拉伯皇家盃冠軍「猛攻」轉籍澳洲，兩勝三級賽的「Meisho Columbo」因左前腳出現肌腱炎退役[41][42]。
- 3月25日 - 杜拜世界盃賽馬日於阿聯酋美丹馬場舉行，出戰高多芬一哩賽的「Kafuji Take」取得第五、出戰阿聯酋打吡的「誘人魔力」及「氣沖沖」分別取得亞軍及第十二、出戰杜拜金盃的「競賽神駟」取得第十一、出戰杜拜草地大賽的「強擊」取得冠軍，出戰杜拜司馬經典賽的「萬籟爭鳴」取得第六、出戰杜拜世界盃的「得獎者」、「天上樂園」、「天照肯州」及「金色夢」分別取得第五、第八、第九及第十四。
- 3月29日 - 2014年獵鷹錦標冠軍「高野長老」轉籍地方[43]。
- 3月30日 - 2014年目黑紀念冠軍「Meiner Medalist」退役[44]。
- 3月31日 - 騎師金子正彥掛鞭[45]。

### 4月-6月
- 4月5日 - 2013年日經電台賞冠軍「K I Chosan」退役[46]。
- 4月6日 - 2012年新潟兩歲錦標冠軍「Sarastro」退役[47]
- 4月11日 - 2011年武藏野錦標冠軍「Namura Titan」退役[48]。
- 4月12日 - 2014年新潟兩歲錦標冠軍「蘇丹」退役[49]。
- 4月15日 - 騎師蛯名正義及柴田善臣出戰中山競馬場第5場賽事，均達成第20000場出賽，亦為第2及3位達成此數字的騎師[50][51]。同日，福島競馬場共有190匹賽駒出賽，此數字打破記錄[52]。另外，上年度中山牝馬錦標冠軍「Sundarbans」退役[53]。
- 4月20日 - 2014年阪神兩歲牝馬錦標冠軍「Shonan Adela」退役[54]。
- 4月23日 - 活躍於地方分級賽的「Linda Linda」因右前腳出現肌腱炎而退役[55]。
- 4月26日 - 2015年新潟跳欄錦標冠軍「Tyrian Purple」退役[56]。同日，門別競馬場因為濃霧取消黑標生啤酒特別。
- 4月30日 - 女皇盃於香港沙田馬場舉行，出戰的「新寫實派」取得冠軍。
- 5月4日 - 上年年度雌馬預賽冠軍「Tamano Brunette」他轉籍地方[57]。
- 5月7日 - 騎師岩田康誠出戰京都競馬場第7場賽事，達成第11000場出賽，亦為第29位達成此數字的騎師[58]。
- 5月13日 - 騎師平澤賢治出勝出新潟競馬場第4場賽事，達成跳欄賽出賽機會4連勝，打打破中央記錄[59]。同日，練馬師角居勝彥勝出京都競馬場第5場賽事，達成連續第12週勝出頭馬，亦打破1984年日本中央競馬會施行新體制後的記錄[60]
- 5月14日 - 騎師李慕華於本日東京競馬場賽事中達成9場跑入頭二，追平中央記錄。
- 5月17日 - 兩勝三級賽的「Passion Dance」退役[61]。同日，騎師的場文男策騎「Mont Saint Canopus」勝出川崎一哩錦標，達成第7000場地方頭馬，亦為第2位達成此成就的騎師，更以60歲8個月10日之齡刷新由自身保持的地方分級賽最年長優勝騎師記錄。
- 5月21日 - 練馬師藤澤和雄派出「觸動心弦」勝出優駿牝馬（日本橡樹大賽），達成第100場中央分級賽頭馬，亦為第2位達成此成就的練馬師。
- 5月23日 - 2015年函館紀念冠軍「雞蛋甜酒」退役[62]。
- 5月27日 - 練馬師雜賀正光勝出高知競馬場第4場賽事，達成第3016場頭馬，打破日本練馬師頭馬記錄。
- 6月1日 - 活躍於地方分級賽的「Jungle Smile」退役。
- 6月2日 - 兩勝分級賽的「天行赤駿」退役[63]。
- 6月3日 - 2013年目黑紀念冠軍「火槍奇兵」退役[64]。
- 6月8日 - 上年度目黑紀念冠軍「Cryptogram」退役。
- 6月16日 - 六勝分級賽的「亞瑟神劍」因右前腳出現肌腱炎而退役[65][66]。同日，前騎師桑島孝春被日本中央競馬會任命為裁定委員會外部委員，任其為即日至2019年6月19日[67]。
- 6月17日 - 騎師林滿明出戰東京競馬場第4場賽事，達成第1959場跳欄賽出賽，打破日本記錄。
- 6月21日 - 騎師的場文男策騎「Realize Lynx」勝出京成盃盛大一哩錦標，以60歲9個月14日之齡刷新由自身保持的地方分級賽最年長優勝騎師記錄。
- 6月25日 -「野田優驥」勝出阪神競馬場第5場賽事，「大震撼」子嗣達成第1400場頭馬，亦為第7匹達成此成就的種馬，更為最快的達成者。
- 6月27日 - 大井競馬場浪漫夜賞出現爆冷，「三重彩」的266931.2倍賠率打破地方記錄[68]。

### 7月-9月
- 7月5日 - 2012年葉森盃冠軍「東瀛之夢」退役[69]。
- 7月9日 - 「熱力舞曲」勝出中京競馬場第8場賽事，「大洋船」子嗣達成第1200場頭馬，亦為第11匹達成此成就的種馬[70]。
- 7月20日 - 2015年白山大賞典冠軍「Meiner Baika」退役，2013年函館兩歲錦標冠軍「Xmas」轉籍地方。
- 7月21日 - 神奈川縣川崎競馬組合宣佈，此前前來客串的高知競馬場所屬騎師鄉間勇太正式轉籍川崎。
- 7月23日 - 盛岡競馬場因暴雨將第2場賽事之跑道由草地更改為泥地，場外投注所「DIKK秋田」亦以同樣原因暫停營業。
- 7月26日 - 2014年全日本兩歲優駿冠軍「故土真情」轉籍地方[71]。同日，騎師的場文男策騎「Gaudy」勝出聖雅尼塔錦標，以60歲10個月19日之齡刷新由自身保持的地方分級賽最年長優勝騎師記錄。
- 7月28日 - 日本中央競馬會宣佈由2019年夏季開始，取消4歲馬於春季賽事獲得的獎金於夏季賽事開始後在出賽獎金計算上會被斬半的「降級制度」[72]。同日，2013年獵鷹錦標冠軍「Impulse Hero」退役[73]。
- 7月30日 - 騎師幸英明出戰小倉競馬場第2場賽事，達成第18000場出賽，亦為第7位達成此數字的騎師，更為最快及最年輕的達成者。
- 7月31日 - 騎師中西達也及小山信行掛鞭，中西將會成為練馬師，練馬師山內和明退役。
- 8月2日 - 2015年一哩冠軍賽亞軍「引以為榮」退役[74]。
- 8月3日 - 六勝跳欄一級賽的「Osumi Moon」退役[75]。
- 8月10日 - 上年度青葉賞冠軍「征服之戰」退役，2015年日經新春盃及日經賞冠軍「天帝頌」轉籍澳洲[76][77]。
- 8月11日 - 騎師的場文男策騎「Brown Legato」勝出黑潮盃，以60歲11個月4日之齡刷新由自身保持的地方分級賽最年長優勝騎師記錄。
- 8月12日 - 騎師勝浦正樹勝出札幌競馬場第7場賽事，達成第13000場出賽，亦為第19位達成此數字的騎師[78]。
- 8月19日 - 「Lovely Message」勝出新潟競馬場第7場賽事，「夜舞」子嗣達成第1100場頭馬，亦為第13匹達成此成就的種馬[79]。
- 8月23日 - 騎師的場文男策騎「獅子座」勝出閃耀夏季盃，以60歲11個月16日之齡刷新由自身保持的地方分級賽最年長優勝騎師記錄。
- 8月24日 - 騎師塚本弘隆轉籍金澤競馬場。
- 8月26日 - 上年度北九洲紀念冠軍「闖王」退役[80]。
- 8月28日 - 日本中央競馬會決定於2018年秋季在大阪府泉佐野市臨空城站附近設置附帶酒吧及餐飲的場外投注所「Light Wins臨空城」[81]。
- 8月30日 - 2013年二月錦標冠軍「果釀醇酒」退役。
- 8月31日 - 騎師見澤讓治掛鞭[82]。同日，兩勝三級賽的「獵戶星座」轉籍澳門[83]，並改名「醒目勇士」。另外，場外投注「f-keiba木更津」因內部水管爆裂以暫停營業，最終確認需要於10月1日才可重新恢復業務。
- 9月3日 - 「Meisho Tekkon」勝出小倉競馬場第5場賽事，「曼城茶座」子嗣達成第1000場頭馬，亦為第18匹達成此成就的種馬[84]。
- 9月6日 - 2013年青葉賞冠軍「平田震撼」退役。同日，門別競馬場因濃霧取消第4場及以後的賽事。
- 9月10日 -  韓國國際賽事於韓國首爾馬場舉行，出戰韓國短途錦標的「優美躍步」取得冠軍，出戰韓國盃的「霧都」及「翠綠晶石」分別取得冠軍及亞軍。
- 9月12日 - 大井競馬場「三二重」僅得5注押中，9281萬9235萬日圓的派彩打破記錄。
- 9月16日 - 日本中央競馬會因超強颱風泰利接近而取消中山競馬場及阪神競馬場的晚間早盤投注[85]。同日，騎師高田潤策騎「Le Pere Noel」出戰阪神跳欄錦標取得第二，以連續8年於同日分級賽跑入頭二的數據打破記錄[86]。另外，本年度皇后盃冠軍「Admire Miyabi」因肌腱炎而退役[87]。
- 9月17日 - 高知競馬場因超強颱風泰利吹襲取消賽事。
- 9月18日 - 「Hagino Grande」出戰阪神競馬場第6場賽事，以608公斤記錄打破中央2歲出賽馬最重記錄。同日，場外投注所「Teletruck十和田」因停電而取消盛岡競馬場第4場及之後的賽事之彩票發售。
- 9月20日 - 2016年鑽石錦標冠軍「Twinkle」退役[88]。同日，騎師中谷雄太不滿裁決委員會對其於仲秋錦標之座騎出現斜行而作出判罰的決定，因而向裁決委員會提出上訴，但於翌日隨即撤回上訴[89]。
- 9月22日 - 練馬師栗田知治退役。
- 9月23日 - 兩勝分級賽的「鴻鵠大志」轉籍澳洲[90]。
- 9月25日 - 地方競馬全國協會公佈騎師練馬師第二輪初試的結果，以復出為目標的前騎師藤田伸二不合格。
- 9月27日 - 2014年京都兩歲錦標冠軍「決勝周回」退役[91]。
- 9月30日 - 練馬師秋山重美退役。

### 10月-12月
- 10月4日 - 三勝分級賽的「Tiny Dancer」退役。
- 10月5日 - 上年度高松宮紀念冠軍「大仁大勇」退役[92]。
- 10月7日 - 騎師五十嵐雄祐出戰京都競馬場第4場賽事，達成第1000場跳欄賽出賽，亦為第12位達成此數字的騎師[93]。同日，騎師藤田菜七子勝出東京競馬場第8場賽事，達成年間第10場頭馬，為1997年牧原由貴子以來再有女騎師於年間取得10場或以上的頭馬[94]。
- 10月9日 - 「Brookdale」勝出山中湖特別，「夏威夷王」子嗣達成第1600場頭馬，亦為第4匹達成此成就的種馬[95]。
- 10月14日 - 練馬師西村真幸誤將2匹分別需要出戰京都競馬場第2場及12場賽事的賽駒調亂，導致原定出戰第12場賽事的賽駒被誤注射抗生素。其後涉事賽駒退賽，而西村則被罰款3萬日圓。同日，騎師藤田菜七子勝出新潟競馬場第3場賽事，達成年間第11場頭馬，追平牧原由貴子保持的女騎師年間最多頭馬記錄[96]。
- 10月18日 - 2015年榆樹錦標冠軍「摩西山」退役[97]。同日，浦和競馬場第3場賽事第三彎道時，其中1匹賽駒突然外閃並造成其餘3匹賽駒發生墮馬事故及1匹賽駒拉停。墮馬的騎師山崎真、加藤和博及藤江涉隨即被送往醫院治理，經檢查後確認山崎及加藤出現骨折[98]。
- 10月20日 - 練馬師清水久詞宣佈，目前五勝一級賽的「北部玄駒」將以有馬紀念作為退役戰[99]。
- 10月21日 - 騎師藤田菜七子勝出飛翼特別，達成年間第12場頭馬，打破女騎師年間最多頭馬記錄，亦成為首位勝出賽馬日主題賽事的女騎師。
- 10月22日 - 騎師松岡正海出戰東京競馬場第6場賽事，達成第10000場出賽，亦為第32位達成此賽事的騎師。同日，高知競馬場因超強颱風蘭恩吹襲將賽事推遲至10月23日舉行。
- 10月23日 - 盛岡競馬場因超強颱風蘭恩吹襲取消賽事。同日，神奈川川崎競馬組合宣佈旗下的小向訓練中心因超強颱風蘭恩吹襲而水浸，將會開放川崎競馬場跑道給予賽駒訓練，而小向訓練中心的外圈跑道及內圈跑道將分別於11月6及13日重新開放[100][101]。
- 10月26日 - 上年度阿聯酋打吡冠軍「天上樂園」退役[102]。
- 27日 - 三勝利一級賽的「標誌名駒」退役[103]。
- 11月2日 - 上年度京都跳欄錦標冠軍「Dream Sailing」退役[104]。
- 11月7日 - 神奈川縣川崎競馬組合公佈，唯一達成南關東三冠的雌馬「Rosita」經已於上年12月死亡。
- 11月8日 - 連霸日本育馬場盃雌馬經典賽的「White Fugue」退役。
- 11月9日 - 練馬師北川數男及桑原義光退役。
- 11月11日 - 騎師田中勝春出戰三鷹特別，達成第19000場出賽，亦為第4位達成此數字的騎師。
- 11月16日 - 2015年玫瑰錦標冠軍「真摯演說」及三勝三級賽的「浮世之風」退役[105][106]。
- 11月18日 - 2015年京都錦標冠軍「御園天王」轉籍地方[107]。同日，場外投注所「Aiba浦河」因停電暫停營業。
- 11月19日 - 騎師植野貴也出戰福島競馬場第5場賽事，達成第1000場跳欄賽出賽，亦為第13位達成此數字的騎師[108]。同日，「Franz」勝出京都競馬場第5場賽事，「大震撼」子嗣達成第1500場頭馬，亦為第6匹達成此成就的賽駒，更為最快的達成者[109]。
- 11月21日 - 上年度皋月賞冠軍「氣概凜然」退役[110]。
- 11月24日 -  2012年每日盃冠軍「以史為鑑」退役。
- 11月29日 - 2013年NHK一哩賽冠軍「鳳凰之威」退役[111]。
- 11月30日 - 騎師大河原和雄、秋田大助、佐佐木國明及沼澤英知掛鞭，4人均會成為練馬師。同日，神奈川縣川崎競馬組合宣佈進行於12月23日開始轉播澳洲的賽事及接受投注，為上年到大井競馬場施行後再有地方競馬場跟隨。
- 12月1日 - 2014年東京優駿（日本打吡）冠軍「天下唯一」退役。同日，騎師顧偉樂勝出大井競馬場第11場賽事，達成年間第29場頭馬，追平文羅保持的地方客串騎師年間最多頭馬記錄[112]。
- 12月3日 - 中京競馬場第3場賽事出現爆冷，「獨贏」的450.1倍、「位置」的110.3倍、「位置Q」的1290.0倍及「三重彩」的229461.5倍均打破中京記錄[113]。
- 12月5日 - 金澤競馬場因惡劣天氣取消所有賽事。
- 12月7日 - 日本中央競馬會發表練馬師複試結果，共有5名練馬師合格，當中包括前騎師上村洋行及加藤士津八[114]。
- 12月9日 - 中山競馬場第7場賽事出現爆冷，「位置Q」的1248.6倍、「連贏」的4465.5倍及「二重彩」的9625.8倍均打破中山記錄，而「三重彩」的218023.2倍則為中山第二[115]。
- 12月11日 - 日本中央競馬會召開關西例行會議，同時宣佈騎師武豐獲頒發國際賽馬組織聯盟國際功勞獎，為首次有日本騎師獲得此表彰[116]。
- 12月13日 - 2015年京都新聞盃冠軍「里見奔騰」轉籍澳洲[117]。
- 12月15日 - 練馬師佐藤健二退役。
- 12月16日 - 2015年日本育馬場盃雌馬經典賽冠軍「哥連寶莉」轉籍地方[118]。
- 12月18日 - 金澤競馬場因積雪將明日的賽事推遲至12月21日舉行，而原定於12月21日舉行的賽事則推遲至12月22日。
- 12月20日 - 三勝分級賽的「最後震撼」、兩勝分級賽的「野薔薇」及2015年目黑紀念亞軍「Recondite」退役[119]。
- 12月21日 - 騎師松浦政宏掛鞭。
- 12月22日 - 2015年京都金盃冠軍「全勝時期」退役。
- 12月23日 - 佐賀競馬場因第8場賽事出現意外需要時間處理而取消第9場賽事。
- 12月26日 - 2014年皋月賞冠軍「明媚島」退役[120]。
- 12月27日 - 金澤競馬場因惡劣天氣取消第3場及之後的賽事。
- 12月28日 - 「Hagino Grande」出戰阪神競馬場第2場賽事，以614公斤的體重刷新由自身保持的2歲出賽馬最重記錄[121]。同日，騎師上田將司出戰高知競馬場第6場賽事，達成第10000場地方出賽[122]。
- 12月29日 - 東京大賞典投注額為42億7307萬1200日圓，打破地方競馬單場賽事投注額記錄，而大井競馬場全日的70億4365萬7260日圓投注額亦打破地方競馬記錄。
- 12月30日 - 騎師的場文男策騎「Nishono Repeat」勝出東京灰姑娘一哩錦標，以61歲3個月23日之齡刷新由自身保持的地方分級賽最年長優勝騎師記錄。同日，騎師山崎雅由轉籍高知競馬場。
- 12月31日 - 騎師平野優及橫山義行掛鞭，平野將會成為訓練助手，而橫山則入職日本中央競馬會旗下的設備公司，練馬師田中康弘退役[123][124][125]。

## 各賽事結果

### 中央競馬・平地一級賽
| 賽事名                         | 賽事名                         | 賽事名                         | 優勝馬     | 性齡 | 騎師                     | 練馬師                   | 所屬    |
| 月日                           | 馬場                           | 距離                           | 優勝馬     | 性齡 | 馬主                     | 馬主                     | 時間    |
| ------------------------------ | ------------------------------ | ------------------------------ | ---------- | ---- | ------------------------ | ------------------------ | ------- |
| 第34回二月錦標                 | 第34回二月錦標                 | 第34回二月錦標                 | 金色夢     | 雄4  | 杜滿萊                   | 平田修                   | JRA栗東 |
| 2月19日                        | 東京競馬場                     | 泥1600米                       | 金色夢     | 雄4  | 吉田勝己                 | 吉田勝己                 | 1:35.1  |
| 第47回高松宮紀念               | 第47回高松宮紀念               | 第47回高松宮紀念               | 特色星雲   | 雄4  | 幸英明                   | 上原博之                 | JRA美浦 |
| 3月26日                        | 中京競馬場                     | 草1200米                       | 特色星雲   | 雄4  | 西山茂行                 | 西山茂行                 | 1:08.7  |
| 第61回大阪盃                   | 第61回大阪盃                   | 第61回大阪盃                   | 北部玄駒   | 雄5  | 武豐                     | 清水久詞                 | JRA栗東 |
| 4月2日                         | 阪神競馬場                     | 草2000米                       | 北部玄駒   | 雄5  | 大野商事                 | 大野商事                 | 1:58.9  |
| 第77回櫻花賞                   | 第77回櫻花賞                   | 第77回櫻花賞                   | 實搏女王   | 雌3  | 池添謙一                 | 本田優                   | JRA栗東 |
| 4月9日                         | 阪神競馬場                     | 草1600米                       | 實搏女王   | 雌3  | 吉岡實                   | 吉岡實                   | 1:34.5  |
| 第77回皋月賞                   | 第77回皋月賞                   | 第77回皋月賞                   | 艾恩遺跡   | 雄3  | 松山弘平                 | 池江泰壽                 | JRA栗東 |
| 4月16日                        | 中山競馬場                     | 草2000米                       | 艾恩遺跡   | 雄3  | Sunday Racing Co Ltd     | Sunday Racing Co Ltd     | 1:57.8  |
| 第155回春季天皇賞              | 第155回春季天皇賞              | 第155回春季天皇賞              | 北部玄駒   | 雄5  | 武豐                     | 清水久詞                 | JRA栗東 |
| 4月30日                        | 京都競馬場                     | 草3200米                       | 北部玄駒   | 雄5  | 大野商事                 | 大野商事                 | 3:12.5  |
| 第22回NHK一哩賽                | 第22回NHK一哩賽                | 第22回NHK一哩賽                | 太空隕石   | 雌3  | 橫山典弘                 | 菊澤隆徳                 | JRA美浦 |
| 5月7日                         | 東京競馬場                     | 草1600米                       | 太空隕石   | 雌3  | Sunday Racing Co Ltd     | Sunday Racing Co Ltd     | 1:32.3  |
| 第12回維多利亞一哩賽           | 第12回維多利亞一哩賽           | 第12回維多利亞一哩賽           | 領銜女角   | 雌4  | 李慕華                   | 須貝尚介                 | JRA栗東 |
| 5月14日                        | 東京競馬場                     | 草1600米                       | 領銜女角   | 雌4  | 近藤利一                 | 近藤利一                 | 1:33.9  |
| 第78回優駿牝馬（日本橡樹大賽） | 第78回優駿牝馬（日本橡樹大賽） | 第78回優駿牝馬（日本橡樹大賽） | 觸動心弦   | 雌3  | 李慕華                   | 藤澤和雄                 | JRA美浦 |
| 5月21日                        | 東京競馬場                     | 草2400米                       | 觸動心弦   | 雌3  | Shadai Race Horse Co Ltd | Shadai Race Horse Co Ltd | 2:24.1  |
| 第84回東京優駿（日本打吡）     | 第84回東京優駿（日本打吡）     | 第84回東京優駿（日本打吡）     | 金之霸     | 雄3  | 李慕華                   | 藤澤和雄                 | JRA美浦 |
| 5月28日                        | 東京競馬場                     | 草2400米                       | 金之霸     | 雄3  | Carrot Farm Co Ltd       | Carrot Farm Co Ltd       | 2:26.9  |
| 第67回安田紀念                 | 第67回安田紀念                 | 第67回安田紀念                 | 神燈光照   | 雄6  | 川田將雅                 | 池江泰壽                 | JRA栗東 |
| 6月4日                         | 東京競馬場                     | 草1600米                       | 神燈光照   | 雄6  | 里見治                   | 里見治                   | 1:31.5  |
| 第58回寶塚紀念                 | 第58回寶塚紀念                 | 第58回寶塚紀念                 | 里見皇冠   | 雄5  | 杜滿萊                   | 堀宣行                   | JRA美浦 |
| 6月25日                        | 阪神競馬場                     | 草2200米                       | 里見皇冠   | 雄5  | 里見治                   | 里見治                   | 2:11.4  |
| 第51回短途馬錦標               | 第51回短途馬錦標               | 第51回短途馬錦標               | 彎刀赤駿   | 雄6  | 杜滿萊                   | 尾關知人                 | JRA美浦 |
| 10月1日                        | 中山競馬場                     | 草1200米                       | 彎刀赤駿   | 雄6  | Tokyo Racing Co Ltd      | Tokyo Racing Co Ltd      | 1:07.6  |
| 第22回秋華賞                   | 第22回秋華賞                   | 第22回秋華賞                   | 迪雅卓     | 雌3  | 李慕華                   | 橋田滿                   | JRA栗東 |
| 10月15日                       | 京都競馬場                     | 草2000米                       | 迪雅卓     | 雌3  | 森田藤治                 | 森田藤治                 | 2:00.2  |
| 第78回菊花賞                   | 第78回菊花賞                   | 第78回菊花賞                   | 神業       | 雄3  | 杜滿萊                   | 角居勝彥                 | JRA栗東 |
| 10月22日                       | 京都競馬場                     | 草3000米                       | 神業       | 雄3  | 石川達繪                 | 石川達繪                 | 3:18.9  |
| 第156回秋季天皇賞              | 第156回秋季天皇賞              | 第156回秋季天皇賞              | 北部玄駒   | 雄5  | 武豐                     | 清水久詞                 | JRA栗東 |
| 10月29日                       | 東京競馬場                     | 草2000米                       | 北部玄駒   | 雄5  | 大野商事                 | 大野商事                 | 2:08.3  |
| 第42回女皇伊利沙伯二世盃       | 第42回女皇伊利沙伯二世盃       | 第42回女皇伊利沙伯二世盃       | 魔族之鳥   | 雌3  | 杜滿萊                   | 鮫島一步                 | JRA栗東 |
| 11月12日                       | 京都競馬場                     | 草2200米                       | 魔族之鳥   | 雌3  | Capital System           | Capital System           | 2:14.3  |
| 第34回一哩冠軍賽               | 第34回一哩冠軍賽               | 第34回一哩冠軍賽               | 波斯劍客   | 雄3  | 杜滿萊                   | 池江泰壽                 | JRA栗東 |
| 11月19日                       | 京都競馬場                     | 草1600米                       | 波斯劍客   | 雄3  | G1 Racing Co Ltd         | G1 Racing Co Ltd         | 1:33.8  |
| 第37回日本盃                   | 第37回日本盃                   | 第37回日本盃                   | 高尚駿逸   | 雄5  | 布文                     | 友道康夫                 | JRA栗東 |
| 11月26日                       | 東京競馬場                     | 草2400米                       | 高尚駿逸   | 雄5  | 佐佐木主浩               | 佐佐木主浩               | 2:23.7  |
| 第18回日本冠軍盃               | 第18回日本冠軍盃               | 第18回日本冠軍盃               | 金色夢     | 雄4  | 莫雅                     | 平田修                   | JRA栗東 |
| 12月3日                        | 中京競馬場                     | 泥1800米                       | 金色夢     | 雄4  | 吉田勝己                 | 吉田勝己                 | 1:50.1  |
| 第69回阪神兩歲牝馬錦標         | 第69回阪神兩歲牝馬錦標         | 第69回阪神兩歲牝馬錦標         | 旺紫丁     | 牝2  | 石橋脩                   | 松永幹夫                 | JRA栗東 |
| 12月10日                       | 阪神競馬場                     | 草1600米                       | 旺紫丁     | 牝2  | Sunday Racing Co Ltd     | Sunday Racing Co Ltd     | 1:34.3  |
| 第69回朝日盃未來錦標           | 第69回朝日盃未來錦標           | 第69回朝日盃未來錦標           | 野田優驥   | 雄2  | 川田將雅                 | 中內田充正               | JRA栗東 |
| 12月17日                       | 阪神競馬場                     | 草1600米                       | 野田優驥   | 雄2  | Danox Co Ltd             | Danox Co Ltd             | 1:33.3  |
| 第62回有馬紀念                 | 第62回有馬紀念                 | 第62回有馬紀念                 | 北部玄駒   | 雄5  | 武豊                     | 清水久詞                 | JRA栗東 |
| 12月24日                       | 中山競馬場                     | 草2500米                       | 北部玄駒   | 雄5  | 大野商事                 | 大野商事                 | 2:33.6  |
| 第34回希望錦標                 | 第34回希望錦標                 | 第34回希望錦標                 | Time Flyer | 雄2  | 杜滿樂                   | 松田國英                 | JRA栗東 |
| 12月28日                       | 中山競馬場                     | 草2000米                       | Time Flyer | 雄2  | Sunday Racing Co Ltd     | Sunday Racing Co Ltd     | 2:01.4  |

### 中央競馬・跳欄一級賽
| 賽事名             | 賽事名             | 賽事名             | 優勝馬   | 性齡 | 騎師          | 練馬師        | 所屬    |
| 月日               | 馬場               | 距離               | 優勝馬   | 性齡 | 馬主          | 馬主          | 時間    |
| ------------------ | ------------------ | ------------------ | -------- | ---- | ------------- | ------------- | ------- |
| 第19回中山跳欄大賽 | 第19回中山跳欄大賽 | 第19回中山跳欄大賽 | 長山之馬 | 雄6  | 石神深一      | 和田正一郎    | JRA美浦 |
| 4月15日            | 中山競馬場         | 障4250米           | 長山之馬 | 雄6  | Chosan Co Ltd | Chosan Co Ltd | 4:50.8  |
| 第140回中山大障礙  | 第140回中山大障礙  | 第140回中山大障礙  | 長山之馬 | 雄6  | 石神深一      | 和田正一郎    | JRA美浦 |
| 12月23日           | 中山競馬場         | 障4100米           | 長山之馬 | 雄6  | Chosan Co Ltd | Chosan Co Ltd | 4:36.1  |

### 地方競馬・一級賽
| 賽事名                      | 賽事名                      | 賽事名                      | 優勝馬            | 性齡 | 騎師                     | 練馬師                   | 所屬       |
| 月日                        | 馬場                        | 距離                        | 優勝馬            | 性齡 | 馬主                     | 馬主                     | 時間       |
| --------------------------- | --------------------------- | --------------------------- | ----------------- | ---- | ------------------------ | ------------------------ | ---------- |
| 第66回川崎紀念              | 第66回川崎紀念              | 第66回川崎紀念              | All Blush         | 雄5  | 李慕華                   | 村山明                   | JRA栗東    |
| 2月1日                      | 川崎競馬場                  | 泥2100米                    | All Blush         | 雄5  | Shadai Race Horse Co Ltd | Shadai Race Horse Co Ltd | 2:14.6     |
| 第29回柏市紀念              | 第29回柏市紀念              | 第29回柏市紀念              | 小林歷奇          | 雄7  | 武豐                     | 村山明                   | JRA栗東    |
| 5月5日                      | 船橋競馬場                  | 泥1600米                    | 小林歷奇          | 雄7  | 小林祥晃                 | 小林祥晃                 | 1:39.9     |
| 第40回帝王賞                | 第40回帝王賞                | 第40回帝王賞                | 渾身勇氣          | 雄4  | 福永祐一                 | 目野哲也                 | JRA栗東    |
| 6月28日                     | 大井競馬場                  | 泥2000米                    | 渾身勇氣          | 雄4  | 瀧本和義                 | 瀧本和義                 | 2:04.4     |
| 第19回日本泥地打吡          | 第19回日本泥地打吡          | 第19回日本泥地打吡          | Higashi Will Win  | 雄3  | 本田正重                 | 佐藤賢二                 | 南關東船橋 |
| 7月12日                     | 大井競馬場                  | 泥2000米                    | Higashi Will Win  | 雄3  | MMC Co Ltd               | MMC Co Ltd               | 2:05.8     |
| 第30回一哩冠軍南部盃        | 第30回一哩冠軍南部盃        | 第30回一哩冠軍南部盃        | 小林歷奇          | 雄7  | 田邊裕信                 | 村山明                   | JRA栗東    |
| 10月9日                     | 盛岡競馬場                  | 泥1600米                    | 小林歷奇          | 雄7  | 小林祥晃                 | 小林祥晃                 | 1:34.9     |
| 第7回日本育馬場盃雌馬經典賽 | 第7回日本育馬場盃雌馬經典賽 | 第7回日本育馬場盃雌馬經典賽 | Lalabel           | 雌5  | 真島大輔                 | 荒山勝德                 | 南關東大井 |
| 11月3日                     | 大井競馬場                  | 泥1800米                    | Lalabel           | 雌5  | 吉田照哉                 | 吉田照哉                 | 1:54.2     |
| 第17回日本育馬場盃短途賽    | 第17回日本育馬場盃短途賽    | 第17回日本育馬場盃短途賽    | Nishiken Mononofu | 雄6  | 横山典弘                 | 庄野靖志                 | JRA栗東    |
| 11月3日                     | 大井競馬場                  | 泥1200米                    | Nishiken Mononofu | 雄6  | 西森鶴                   | 西森鶴                   | 1:14.4     |
| 第17回日本育馬場盃經典賽    | 第17回日本育馬場盃經典賽    | 第17回日本育馬場盃經典賽    | 聽來真            | 閹7  | 大野拓彌                 | 高木登                   | JRA美浦    |
| 11月3日                     | 大井競馬場                  | 泥2000米                    | 聽來真            | 閹7  | 山田弘                   | 山田弘                   | 2:04.5     |
| 第68回全日本兩歲優駿        | 第68回全日本兩歲優駿        | 第68回全日本兩歲優駿        | Le Vent Se Vent   | 雄2  | 杜滿萊                   | 萩原清                   | JRA美浦    |
| 12月13日                    | 川崎競馬場                  | 泥1600米                    | Le Vent Se Vent   | 雄2  | G1 Racing Co Ltd         | G1 Racing Co Ltd         | 1:41.6     |
| 第63回東京大賞典            | 第63回東京大賞典            | 第63回東京大賞典            | コパノリッキー    | 雄7  | 田邊裕信                 | 村山明                   | JRA栗東    |
| 12月29日                    | 大井競馬場                  | 泥2000米                    | コパノリッキー    | 雄7  | 小林祥晃                 | 小林祥晃                 | 2:04.2     |

### 輓馬・一級賽
| 賽事名             | 賽事名             | 賽事名             | 優勝馬         | 性齡 | 騎師     | 練馬師   | 所屬   |
| 月日               | 馬場               | 距離               | 優勝馬         | 性齡 | 馬主     | 馬主     | 時間   |
| ------------------ | ------------------ | ------------------ | -------------- | ---- | -------- | -------- | ------ |
| 第39回帶廣紀念     | 第39回帶廣紀念     | 第39回帶廣紀念     | Oreno Kokoro   | 雄7  | 鈴木惠介 | 槻館重人 | 帶廣   |
| 1月2日             | 帶廣競馬場         | 輓200米            | Oreno Kokoro   | 雄7  | 大森勝廣 | 大森勝廣 | 2:39.2 |
| 第10回天馬賞       | 第10回天馬賞       | 第10回天馬賞       | Sengoku Ace    | 雄5  | 鈴木惠介 | 槻館重人 | 帶廣   |
| 1月3日             | 帯廣競馬場         | 輓200米            | Sengoku Ace    | 雄5  | 千石貞子 | 千石貞子 | 1:52.4 |
| 第47回Irene紀念    | 第47回Irene紀念    | 第47回Irene紀念    | Hokusho Mugen  | 雄3  | 鈴木惠介 | 服部義幸 | 帶廣   |
| 3月5日             | 帯廣競馬場         | 輓200米            | Hokusho Mugen  | 雄3  | 井内昭夫 | 井内昭夫 | 1:54.2 |
| 第49回輓馬紀念     | 第49回輓馬紀念     | 第49回輓馬紀念     | Oreno Kokoro   | 雄7  | 鈴木惠介 | 槻館重人 | 帶廣   |
| 3月20日            | 帶廣競馬場         | 輓200米            | Oreno Kokoro   | 雄7  | 大森勝廣 | 大森勝廣 | 4:07.6 |
| 第29回輓馬大獎賽   | 第29回輓馬大獎賽   | 第29回輓馬大獎賽   | Newter         | 雄6  | 藤野俊一 | 尾瀨富雄 | 帶廣   |
| 8月13日            | 帶廣競馬場         | 輓200米            | Newter         | 雄6  | 小森唯永 | 小森唯永 | 1:49.7 |
| 第42回輓馬橡樹大賽 | 第42回輓馬橡樹大賽 | 第42回輓馬橡樹大賽 | New Takarakoma | 雌3  | 西將太   | 西康幸   | 帶廣   |
| 12月3日            | 帶廣競馬場         | 輓200米            | New Takarakoma | 雌3  | 高田和廣 | 高田和廣 | 1:41.3 |
| 第46回輓馬打吡     | 第46回輓馬打吡     | 第46回輓馬打吡     | Mejiro Goriki  | 雄3  | 長澤幸太 | 岡田定一 | 帶廣   |
| 12月24日           | 帶廣競馬場         | 輓200米            | Mejiro Goriki  | 雄3  | 廣瀨豪   | 廣瀨豪   | 2:07.7 |

### 海外勝利
| 賽事名             | 賽事名             | 賽事名             | 賽事名             | 優勝馬   | 性齡 | 騎師               | 練馬師             | 所屬    |
| 月日               | 國家/地區          | 馬場               | 距離               | 優勝馬   | 性齡 | 馬主               | 馬主               | 時間    |
| ------------------ | ------------------ | ------------------ | ------------------ | -------- | ---- | ------------------ | ------------------ | ------- |
| 第22屆杜拜草地大賽 | 第22屆杜拜草地大賽 | 第22屆杜拜草地大賽 | 第22屆杜拜草地大賽 | 強擊     | 雌4  | 莫雷拉             | 友道康夫           | JRA栗東 |
| 3月25日            | 阿聯酋             | 美丹馬場           | 草1800米           | 強擊     | 雌4  | 佐佐木主浩         | 佐佐木主浩         | 1:50.20 |
| 第43屆女皇盃       | 第43屆女皇盃       | 第43屆女皇盃       | 第43屆女皇盃       | 新寫實派 | 雄6  | 莫雷拉             | 堀宣行             | JRA美浦 |
| 4月30日            | 香港               | 沙田馬場           | 草2000             | 新寫實派 | 雄6  | Carrot Farm Co Ltd | Carrot Farm Co Ltd | 2.04.59 |
| 第2屆韓國短途錦標  | 第2屆韓國短途錦標  | 第2屆韓國短途錦標  | 第2屆韓國短途錦標  | 優美躍步 | 雄7  | 武豐               | 橋口慎介           | JRA栗東 |
| 9月10日            | 南韓               | 首爾馬場           | 泥1200米           | 優美躍步 | 雄7  | 前田晉二           | 前田晉二           | 1:10.7  |
| 第2屆韓國盃        | 第2屆韓國盃        | 第2屆韓國盃        | 第2屆韓國盃        | 霧都     | 雄4  | 岩田康誠           | 牧田和彌           | JRA栗東 |
| 9月10日            | 南韓               | 首爾馬場           | 泥1800米           | 霧都     | 雄4  | 薪浦亨             | 薪浦亨             | 1:50.7  |

### 騎師邀請賽
| 賽事名                       | 賽事名                       | 冠軍       | 所屬       |
| 月日                         | 馬場                         | 冠軍       | 所屬       |
| ---------------------------- | ---------------------------- | ---------- | ---------- |
| 第31回全日本新人王爭霸戰     | 第31回全日本新人王爭霸戰     | 藤本現暉   | 南關東大井 |
| 1月24日                      | 高知競馬場                   | 藤本現暉   | 南關東大井 |
| 第15回佐佐木竹見盃騎師大獎賽 | 第15回佐佐木竹見盃騎師大獎賽 | 繁田健一   | 南關東浦和 |
| 1月31日                      | 川崎競馬場                   | 繁田健一   | 南關東浦和 |
| 超級騎師大賽預賽外卡賽2017   | 超級騎師大賽預賽外卡賽2017   | 村上忍     | 岩手水澤   |
| 5月15日                      | 金澤競馬場                   | 田中學     | 兵庫姬路   |
| 超級騎師大賽預賽2017         | 超級騎師大賽預賽2017         | 中野省吾   | 南關東船橋 |
| 6月13及7月7日                | 盛岡競馬場及園田競馬場       | 中野省吾   | 南關東船橋 |
| 回歸騎師盃                   | 回歸騎師盃                   | 川原正一   | 兵庫園田   |
| 7月9日                       | 佐賀競馬場                   | 川原正一   | 兵庫園田   |
| 日本騎師盃2017               | 日本騎師盃2017               | Team EAST  | 東日本     |
| 7月17日                      | 盛岡競馬場                   | Team EAST  | 東日本     |
| 2017世界星級騎師大賽         | 2017世界星級騎師大賽         | 沙利華     | 加拿大     |
| 8月27及28日                  | 札幌競馬場                   | 沙利華     | 加拿大     |
| 2017世界星級騎師大賽隊伍賽   | 2017世界星級騎師大賽隊伍賽   | JRA選拔隊  | JRA        |
| 8月27及28日                  | 札幌競馬場                   | JRA選拔隊  | JRA        |
| 第26回黃金騎師盃             | 第26回黃金騎師盃             | 田中學     | 兵庫姬路   |
| 9月7日                       | 園田競馬場                   | 田中學     | 兵庫姬路   |
| 2017見習騎師系列賽           | 2017見習騎師系列賽           | 臼井健太郎 | 南關東船橋 |
| 全年舉行                     |                              | 臼井健太郎 | 南關東船橋 |

## 馬匹獎項

### JRA賞
- 馬王：北部玄駒（雄5、栗東・清水久詞馬房）
- 最佳2歲雄馬：野田優驥（雄2、栗東・中内田充正馬房）
- 最佳2歲雌馬：旺紫丁（雌2、栗東・松永幹夫馬房）
- 最佳3歲雄馬：金之霸（雄3、美浦・藤澤和雄馬房）
- 最佳3歲雌馬：觸動心弦（雌3、美浦・藤澤和雄馬房）
- 最佳4歲及以上雄馬：北部玄駒（雄5、栗東・清水久詞馬房）
- 最佳4歲及以上雌馬：強擊（雌4、栗東・友道康夫馬房）
- 最佳短途馬：彎刀赤駿（雄6、美浦・尾關知人馬房）
- 最佳泥地馬：金色夢（雄4、栗東・平田修馬房）
- 最佳跳欄馬：長山之馬（雄6、美浦・和田正一郎馬房）

### NAR大獎
- 馬王：Higashi Will Win（雄3、船橋・佐藤賢二馬房）
- 最佳2歲雄馬：Haseno Pyro（雄2、船橋・佐藤賢二馬房）
- 最佳2歲雌馬：Strong Heart（雌2、門別・角川秀樹馬房）
- 最佳3歲雄馬：Higashi Will Win（雄3、船橋・佐藤賢二馬房）
- 最佳3歲雌馬：Step of Dance（雌3、大井・藤田輝信馬房）
- 最佳4歲及以上雄馬：Bulldog Boss（雄5、浦和・小久保智馬房）
- 最佳4歲及以上雌馬：Lalabel（雄5、大井・荒山勝徳德馬房）
- 最佳短途馬：Bulldog Boss（雄5、浦和・小久保智馬房）
- 最佳草地馬：Double Sharp（雄2、門別・米川昇馬房）
- 最佳輓馬：Oreno Kokoro（雄7、帶廣・槻館重人馬房）
- 泥地分級賽特別賞：小林歷奇（雄7、栗東・村山明馬房）

## 人物獎項

### JRA賞
- 冠軍練馬師：池江泰壽（栗東、63勝）
- 最高勝率練馬師：中內田充正（栗東、21.5%勝率）
- 最高獎金練馬師：池江泰壽（栗東、18億4848萬8900日圓獎金）
- 優秀技術練馬師：堀宣行（美浦）
- 冠軍騎師：李慕華（栗東・自由身、199勝
- 關東冠軍騎師：戶崎圭太（美浦・田島俊明馬房、171勝）
- 關西冠軍騎師：李慕華（栗東・自由身、199勝）
- 最高勝率騎師：杜滿萊（栗東・自由身、25.7%)
- 最高獎金騎師：李慕華（栗東・自由身、41億9097萬5900日圓獎金）
- 騎師大賞：從缺
- 最優價值騎師：李慕華（栗東・自由身、51點數）
- 冠軍跳欄賽騎師：石神深一（美浦・自由身、15勝）
- 冠軍新人騎師：從缺

### NAR大獎
- 冠軍練馬師：角田輝也（名古屋、217勝）
- 最高獎金練馬師：小久保智（浦和、6億4795萬5500日圓獎金）
- 最高勝率練馬師：川西毅（名古屋、47.9%勝率）
- 殊勳練馬師獎：佐藤賢二（船橋）、荒山勝德（大井）
- 冠軍騎師：下原理（姬路・栗林徹治馬房、273勝）
- 最高獎金騎師：森泰斗（船橋・松代真馬房、7億3340萬4000日圓獎金）
- 最高勝率騎師：山口勲（佐賀・東真市馬房、32.7%勝率）
- 優秀新人騎師：鈴木祐（盛岡・櫻田康二馬房）
- 優秀女性騎師：宮下瞳（名古屋・竹口勝利馬房）
- 最佳運動精神獎：岡部誠（名古屋・藤崎一人馬房）
- 殊勳騎師獎：的場文男（大井・庄子連兵馬房）、臼井健太郎（船橋・函館一昭馬房）
- 特別賞：野浩一 賽馬評論家、作家）（ ）

### 日本職業體育大賞
- 功勞賞：李慕華（栗東・自由身）、岡部誠（名古屋・藤崎一人馬房）
- 新人賞：荻野極（栗東・清水久詞馬房）、鈴木祐（盛岡・櫻田康二馬房）

## 頭馬達成記錄

### 騎師
首勝
- 川又賢治（阪神、3月11日）
- 櫻井光輔（川崎、4月4日）
- 木幡育也（福島、4月15日）
- 横山武史（福島、4月16日）
- 藤田凌（大井、4月18日）
- 富田暁（京都、4月22日）
- 武藤雅（福島、4月23日）
- 渡邊龍也（笠松、4月26日）
- 永井孝典（園田、4月27日）
- 長谷部駿彌（園田、6月23日）
- 石川倭（札幌、8月20日）※僅計算中央頭馬
- 麥維凱（札幌、8月27日）
- 沙利華（札幌、8月27日）
- 顧偉樂（大井、9月11日）
- 赤津和希（浦和、11月22日）

100勝
- 植野貴也（中京、1月16日）※僅計算跳欄賽頭馬
- 下村瑠衣（高知、1月29日）
- 石川裕紀人（東京、2月12日）
- 高田潤（京都、2月19日）※僅計算跳欄賽頭馬
- 五十嵐雄祐（福島、4月22日）※僅計算跳欄賽頭馬
- 横山和生（福島、4月23日）
- 高橋利幸（船橋、6月20日）
- 加藤聰一（笠松、9月1日）
- 白濱雄造（小倉、9月2日）※僅計算跳欄賽頭馬
- 栗原大河（金澤、9月24日）
- 小林凌（盛岡、10月15日）
- 杜滿樂（京都、10月28日）
- 莫雅（東京、11月25日）
- 岩崎翼（中京、12月3日）
- 鮫島克駿（阪神、12月28日）

200勝
- 木之前葵（名古屋、1月2日）
- 國分恭介（中京、1月29日）
- 友森翔太郎（名古屋、5月2日）
- 張田昂（船橋、8月7日）
- 田野豐三（門別、8月8日）
- 鈴木太一（金澤、9月17日）
- 高倉稜（阪神、12月9日）
- 松若風馬（阪神、12月24日）

300勝
- 杉浦健太（園田、1月9日）
- 島崎和也（笠松、2月20日）
- 加藤誓二（名古屋、2月28日）
- 武士澤友治（福島、7月15日）
- 石川倭（門別、10月11日）※所有頭馬合計
- 松本剛志（笠松、10月11日）
- 瀧川壽希也（大井、12月27日）

400勝
- 古川吉洋（JRA京都、1月5日）
- 渡瀬和幸（園田、1月31日）
- 笹川翼（大井、5月10日）
- 中野省吾（浦和、5月30日）
- 柴田大知（福島、7月1日）
- 田知弘久（金澤、7月2日）
- 本田正重（船橋、7月23日）
- 大野拓彌（新潟、8月26日）
- 阿部龍（門別、8月31日）

500勝
- 柴山雄一（東京、1月28日）
- 北村友一（小倉、2月12日）
- 石橋脩（中山、3月11日）
- 山田祥雄（名古屋、4月18日）

600勝
- 葛山晃平（金澤、6月25日）
- 青柳正義（金澤、7月2日）
- 三浦皇成（中山、9月16日）

700勝
- 吉田隼人（小倉、2月12日）
- 堀場裕充（金澤、4月23日）
- 板野央（園田、4月28日）
- 柏木健宏（浦和、5月29日）
- 杜滿萊（小倉、7月29日）
- 岩橋勇二（門別、10月5日）
- 宮下瞳（名古屋、10月24日）
- 田邊裕信（東京、10月29日）
- 李慕華（東京、11月4日）
- 藤原幹生（笠松、12月4日）

800勝
- 筒井勇介（笠松、2月23日）
- 戶崎圭太（東京、10月15日）
- 吉井友彥（笠松、11月22日）

900勝
- 秋山真一郎（阪神、3月26日）
- 桑村真明（門別、8月24日）
- 今井貴大（名古屋、12月13日）

1000勝
- 阿部武臣（帶廣、7月1日）
- 高松亮（水澤、9月4日）
- 齋藤雄一（盛岡、10月1日）
- 山本政聰（盛岡、10月28日）
- 藤田弘治（金沢、11月26日）

1100勝
- 和田龍二（中京、7月9日）
- 川田將雅（小倉、9月2日）
- 内田博幸（東京、11月11日）

1200勝
- 北村宏司（中京、1月22日）
- 繁田健一（大井、3月21日）
- 吉村智洋（園田、6月8日）
- 吉田豐（東京、10月14日）

1300勝
- 佐藤友則（名古屋、10月5日）

1400勝
- 岩田康誠（東京、5月27日）
- 米倉知（金澤、10月15日）

1500勝
- 見澤讓治（浦和、1月19日）
- 坂下秀樹（門別、8月30日）
- 大畑雅章（笠松、10月11日）
- 永森大智（高知、11月11日）

1600勝
- 服部茂史（門別、11月7日）

1800勝
- 酒井忍（船橋、6月22日）

2000勝
- 吉原寛人（浦和、2月21日）
- 森泰斗（船橋、3月17日）
- 松田道明（帶廣、3月20日）
- 福永祐一（中京、7月15日）
- 關本淳（盛岡、7月23日）
- 五十嵐冬樹（門別、8月1日）
- 御神本訓史（大井、11月13日）

2200勝
- 下原理（園田、5月19日）
- 丸野勝虎（名古屋、5月25日）

2400勝
- 今野忠成（川崎、11月7日）

2600勝
- 東川公則（笠松、8月4日）
- 戶部尚実（名古屋、8月10日）

3000勝
- 藤野俊一（帶廣、12月25日）

3300勝
- 向山牧（笠松、7月14日）
- 岡部誠（浦和、8月17日）

3500勝
- 木村健（園田、3月7日）
- 田中學（園田、10月20日）

3900勝
- 武豐（JRA阪神、6月24日）

4000勝
- 山口勲（佐賀、4月22日）
- 藤本匠（帶廣、8月26日）

5200勝
- 川原正一（園田、8月3日）

7000勝
- 的場文男（川崎、5月17日）

### 練馬師
初勝利
- 福田真光（大井、4月18日）
- 青木孝文（札幌、7月30日）
- 後藤佑耶（笠松、8月2日）
- 中西達也（高知、9月18日）
- 高野毅（大井、10月2日）

100勝
- 諏訪貴正（園田、2月3日）
- 高柳瑞樹（JRA東京、2月5日）
- 吉村圭司（JRA京都、2月18日）
- 田島俊明（JRA中山、4月2日）
- 和田正一郎（JRA中山、4月15日）
- 牧浦充德（JRA新潟、5月20日）
- 宇野木博徳（浦和、5月30日）
- 稻益貴弘（船橋、9月5日）
- 水野貴史（川崎、9月7日）
- 中内田充正（JRA京都、10月15日）
- 川島洋人（門別、10月19日）
- 箕輪武（船橋、10月27日）
- 牧田和彌（JRA京都、11月19日）
- 工藤伸輔（浦和、11月22日）
- 納谷和玖（大井、12月1日）
- 栗田徹（JRA中山、12月23日）

200勝
- 荒川義之（阪神、3月26日）
- 牧光二（中山、4月2日）
- 尾關知人（東京、5月13日）
- 森下淳平（大井、6月5日）
- 佐宗慶和（大井、7月10日）
- 村山明（函館、7月23日）
- 野中賢二（札幌、7月29日）
- 小崎憲（小倉、8月5日）
- 大橋勇樹（小倉、8月27日）
- 平山真希（浦和、9月20日）

300勝
- 岡田稻男（中京、3月25日）
- 勢司和浩（中山、3月26日）
- 藤田輝信（大井、6月9日）
- 鈴木伸尋（東京、6月25日）
- 渡部則夫（大井、7月27日）
- 竹之下昭憲（名古屋、11月30日）

400勝
- 宇野木數德（川崎、2月27日）
- 田島壽一（川崎、3月1日）
- 新井清重（船橋、3月17日）
- 新子雅司（園田、5月19日）
- 上原博之（東京、6月17日）
- 戶田博文（東京、6月18日）
- 高橋裕（函館、7月8日）
- 藤岡健一（京都、10月14日）
- 大久保龍志（京都、10月21日）
- 川島正一（船橋、12月5日）

500勝
- 後藤正義（笠松、2月10日）
- 吉行龍穗（園田、3月15日）
- 古賀史生（中山、3月19日）
- 西園正都（阪神、6月18日）
- 岡田一男（浦和、7月20日）
- 今津博之（名古屋、7月20日）
- 矢作芳人（札幌、8月5日）
- 佐佐木晶三（阪神、9月16日）

600勝
- 藤原英昭（小倉、7月30日）
- 松代真（船橋、9月1日）

700勝
- 音無秀孝（京都、1月7日）
- 高月賢一（川崎、7月5日）
- 坂口義幸（名古屋、8月9日）
- 中村均（新潟、10月21日）
- 内村寬司（笠松、11月24日）

800勝
- 栗田裕光（大井、2月13日）
- 野口孝（浦和、4月24日）
- 田中敏和（名古屋、5月23日）
- 田中淳司（門別、7月13日）

900勝
- 原口次夫（名古屋、5月25日）

1000勝
- 松井浩文（帶廣、5月1日）
- 岡林光浩（船橋、6月23日）
- 岩本利春（帶廣、7月8日）
- 小久保智（浦和、8月18日）
- 松野勝己（金沢、8月29日）
- 村上慎一（帶廣、9月24日）

1100勝
- 塚田隆男（名古屋、3月28日）
- 今津勝之（名古屋、5月4日）
- 角川秀樹（門別、8月23日）

1200勝
- 田中正二（門別、8月23日）

1300勝
- 川西毅（名古屋、2月17日）

1400勝
- 桑原義光（門別、11月1日）
- 柴田髙志（笠松、12月29日）

1600勝
- 瀬戶口悟（名古屋、9月5日）

2100勝
- 錦見勇夫（笠松、4月27日）
- 川嶋弘吉（笠松、10月12日）

3000勝
- 雜賀正光（高知、4月26日）
- 角田輝也（名古屋、9月7日）

## 誕生

### 馬匹
本年誕生的馬匹為2020年經典世代
- 1月7日 - Xenoverse
- 1月19日 - 飄揚青帆[126]
- 1月21日 - 竹園南帝
- 1月23日 - 戰舞者[127]
- 1月27日 - 頌讚角宿
- 1月28日 - 麗冠花環[128]、Full Depth Leader
- 1月29日 - 里見名言
- 1月31日 - Luftstrom、樂桃源
- 2月2日 - 禮讚歌詠[129]、鐵甲巴魯
- 2月4日 - 里見黃金、Mozu Nagareboshi、菜圃向榮[130]
- 2月6日 - 湘南撫子[131]
- 2月7日 - 馬國女神
- 2月8日 - Woman's Heart、寰宇旅者
- 2月9日 - 愛狂想曲
- 2月12日 - 威信英明[132]
- 2月13日 - 聖域、Light Warrior
- 2月14日 - Vacation
- 2月16日 - 超強引力、大奇蹟
- 2月18日 - 緣厚情摯、添翼
- 2月21日 - 麗雅美
- 2月23日 - 崇尚禮儀
- 2月25日 - 名將飛燕[133]
- 2月26日 - 大成遠見、里見旗幟
- 2月27日 - 蘊藏豐富
- 3月1日 - 本初之海[134]
- 3月3日 - 傲雪王妃、法老茶座[135]、魔法城堡
- 3月4日 - 盈寶奇嶽
- 3月6日 - Kenshinko、Belenus、Hakusan Amazones
- 3月7日 - 巧奪芳心
- 3月11日 - 真理狂想
- 3月14日 - 有情莊園
- 3月15日 - 拉丁城市[136]
- 3月21日 - Meiner Grit、T O Socrates
- 3月22日 - Smile Kana
- 3月23日 - 栗本大賞
- 3月24日 - 沉醉節拍
- 3月27日 - 適意旅程[137]
- 3月29日 - 旭日希冀、盈寶極光
- 3月31日 - Vertex
- 4月1日 - 鐵鳥翱天[138]
- 4月5日 - 萊伯城鎮
- 4月6日 - Red Bel Jour
- 4月8日 - 大哲學家
- 4月10日 - 紐約小姐
- 4月14日 - 櫻花永放
- 4月15日 - 謀勇兼備[139]
- 4月16日 - 紅瑪瑙、啟愛多里
- 4月17日 - 紅線情牽[140]、赤百合
- 4月18日 - 傾城猛火、Teleos Bell
- 4月20日 - 三重協奏、急風聲勢
- 4月23日 - Coral Tsukki、勁草滿山
- 4月25日 - 黑水晶、旅程愉快
- 4月27日 - 紅暉熠熠、宏觀角度[141]、電閃驚雷[142]
- 4月29日 - 不凡、Meisho Kazusa
- 5月1日 - 巴氏金屬
- 5月2日 - 深山櫻
- 5月4日 - 滿謝意
- 5月5日 - 野田法老[143]
- 5月9日 - 真身
- 5月11日 - 歌頌詩
- 5月17日 - 星環獵戶
- 5月23日 - 瑪蓮必勝[144]
- 6月2日 - Pretty Chance

## 死亡

### 馬匹
- 1月24日 - 夢遊仙境
- 2月18日 - 黃金魅力
- 2月19日 - Charismatic
- 2月22日 - 美浦波旁
- 2月26日 - 白口罩
- 2月27日 - Shinin' Ruby
- 4月11日 - Foundry Shori
- 4月19日 - Eishin Berlin
- 4月29日 - Rose Julep
- 5月16日 - 也文攝輝
- 5月20日 - Land Power
- 5月29日 - Tashiro Spring
- 6月2日 - Urakawa Miyuki
- 6月4日 - 多得寶
- 6月6日 - 喜高善
- 6月13日 - Wild Bluster
- 7月11日 - Regular Memeber
- 7月26日 - 明日微笑
- 8月21日 - Kitano Taisho
- 9月12日 - Nakami Julianne
- 9月17日 - Magic Kiss
- 9月19日 - Ibuki Rajo Mon
- 9月20日 - 富士寧靜
- 9月28日 - A Shin Bakken
- 10月19日 - Yu Miroku
- 11月15日 - Kosoku Straight
- 11月25日 - 天帝頌
- 11月26日 - 紅石榴
- 12月21日 - Kanetsu Cross

### 人物
- 1月27日 - 柿本政男（前騎師、練馬師）
- 6月27日 - 下田穰一郎（馬主、福島馬主協會前主席）
- 7月5日 - 半澤信彌（冠名為「グラス」之馬主公司Hanzawa Co. Ltd.負責人）
- 7月20日 - 山野浩一（賽馬評論家、作家）
- 9月15日 - 飯田明弘（前騎師、前練馬師、前騎師及練馬師飯田祐史之父）
- 11月4日 - 菅原光博（冠名為「スガノ」及「ミヤギ」之馬主）
- 11月9日 - 瀨戶口勉（前騎師、前練馬師）
- 12月2日 - 中村和夫（中村和夫牧場負責人、冠名為「モエレ」之馬主）